# Melomys cervinipes
Melomys cervinipes es una especie de roedor de la familia Muridae.
Son roedores de medianas dimensiones, con una longitud de cabeza a grupa de 100 a 200 mm, una cola de 115 y 200 mm, y un peso de hasta 110 g. Es una especie nocturna y arborícola, que se alimenta de hojas, brotes y fruta. Se encuentra exclusivamente en Australia, en la costa de Queensland y de la Nueva Gales del Sur septentrional y central.